# جيم بولز
جيم بولز (بالإنجليزية: Jim Boles)‏ هو ممثل أمريكي، ولد في 28 فبراير 1914 في لوبوك في الولايات المتحدة، وتوفي في 26 مايو 1977 في شيرمان أوكس في الولايات المتحدة.

## وصلات خارجية
- جيم بولز على موقع IMDb (الإنجليزية)
- جيم بولز على موقع ألو سيني (الفرنسية)
- جيم بولز على موقع أول موفي (الإنجليزية)
- جيم بولز على موقع قاعدة بيانات الأفلام السويدية (السويدية)
- جيم بولز على موقع كينوبويسك (الروسية)